# Mónica Bate
Mónica Bate Vidal (Santiago de Chile, 1978) es una artista visual y académica chilena. Es Licenciada en Artes Visuales con Mención en Fotografía (2001) y Postgrado en Arte y Nuevas Tecnologías (2003), ambas titulaciones por la Universidad de Chile (UCH), además del Harvestworks Media Arts Center en Nueva York (2013) y el programa de Master ITP en la Universidad de Nueva York y la certificación del Max/MSP Jitter Certificate Program, Harvestworks, New York, EE. UU. (2009). Se ha especializado en el área de Nuevos Medios y Sonido en el contexto de las artes visuales.
Entre los años 2004 hasta el 2011 fue docente en el Departamento de Artes Visuales de la UCH y en la Escuela de Sonido de DOUC-UC. El 2011 fue productora del Museo de Arte Contemporáneo en Santiago, en el proyecto “Anilla Cultural Latinoamérica-Europa”, generando proyectos relacionados con las TIC’s. Actualmente realiza docencia en pregrado y postgrado en la Universidad de Chile. Su trabajo ha sido expuesto en Chile y en el extranjero destacando proyectos como Acoustic Views, la serie IS3, Strings y The Life of Crystals entre otros.

## Obra

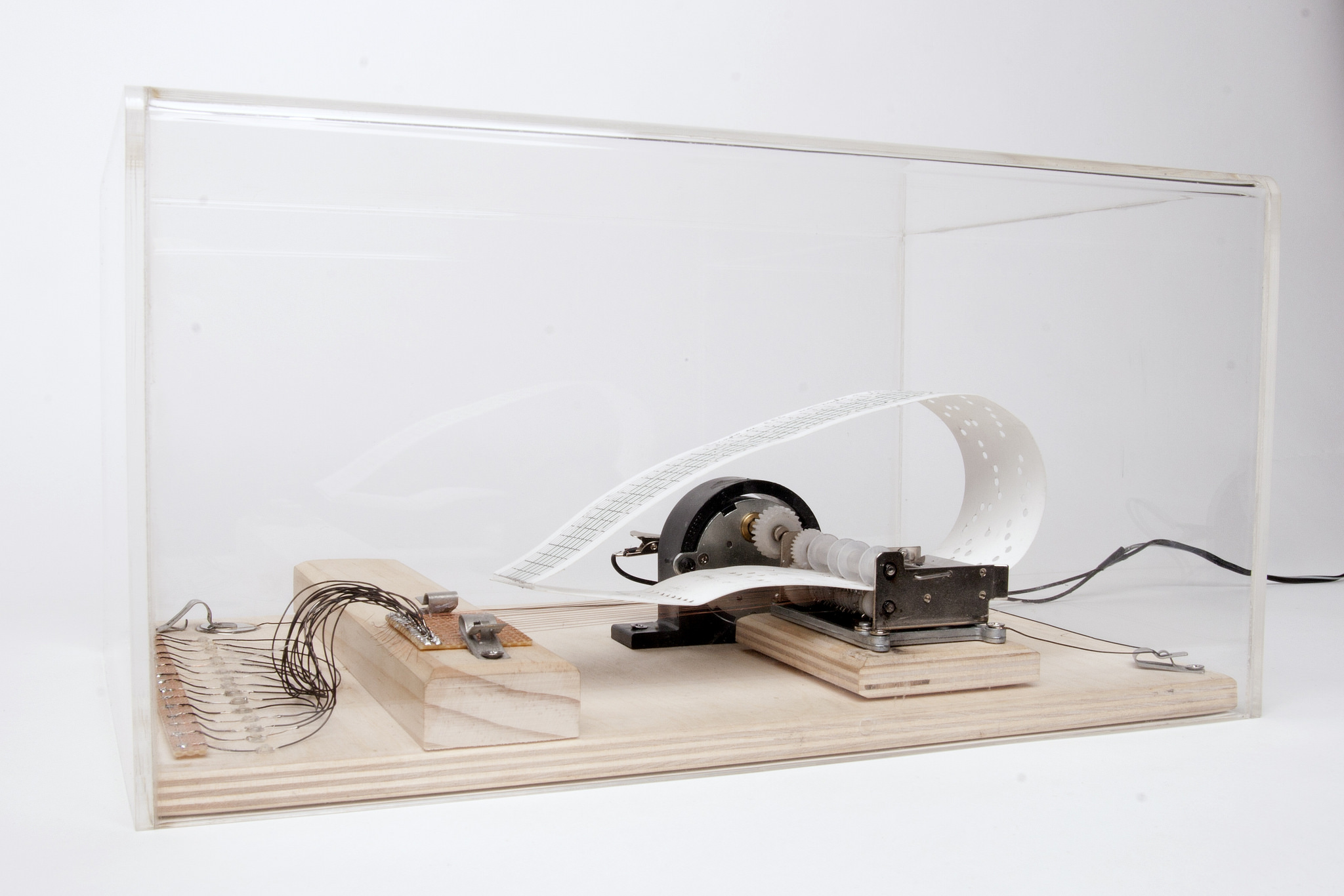
Obra de Mónica Bate Vidal (2018)

Entre sus exposiciones destacan: Winter Show Strings expuesto en el NYU ITP, New York en el año 2011; Continuum, MEC-Uruguay en el año 2010; Tratamiento Ludovico, UCH-2009; Reverberancia, Museo de Bellas Artes de Santiago en el año 2005.
Respecto de una de sus obras colectivas, Strings, ha señalado:

“La idea original del proyecto fue la de crear un instrumento musical o sonoro a partir de un objeto instalativo en donde el ejecutante pudiera tener una experiencia inmersiva y activa con el instrumento/instalación, idea que se presentó a partir de una observación: con la interfaz de muchos de los instrumentos musicales digitales o de síntesis de sonido, tiende a perderse la riqueza del gesto que se alcanza con los instrumentos anteriores o tradicionales, donde es común ver cómo todo el cuerpo se ve involucrado en la ejecución y éste juega un rol importantísimo en el resultado sonoro y musical de la pieza que se está ejecutando”.
Mónica Bate Vidal

Asimismo, ha señalado también que  desde la primera exposición de esta obra, la clave ha sido pensar el instrumento a partir del cuerpo, junto a  sus posibilidades mecánicas y gestuales, agregando: “cada vez que hemos montado este trabajo, lo hemos hecho en espacios de características muy diferentes entre sí, por lo que cada vez nos vemos desafiados a solucionar tanto problemas técnicos, como cableado, ubicación de sensores o seguridad, como formales a partir de estas situaciones”
Respecto de su obra, se ha señalado:

“Es así como Mónica Bate nos expone a una reflexión en torno a nociones de realidad que pierden su carácter de certeza, mediante la integración de técnicas digitales y análogas, que recogen aspectos de lo fotográfico, lo volumétrico en una síntesis articulada por una instalación basada en la proyección de imágenes generadas por computador, articuladas con estructuras volumétricas que rompen con la limpieza del espacio, por medio de sus texturas irregulares, estableciendo un diálogo que busca la tan anhelada coexistencia, como si quisiera dar sentido a la ambivalencia de lo cotidiano”
Mónica Bate Vidal

## Exposiciones
- 2002: E-structura. Proyecto audiovisual – digital de modelado 3D de estructuras óseas humanas. Exhibido en Arte Philips Digital, Santiago, Chile. Presentado en Workshop guiado por Joachim Sauter (Art+Com), Santiago, Chile.
- 2003-2004: Transmedial: reflexiones mediáticas. Proyecto que reflexiona acerca de la idea de realidad, virtualidad e imagen indicial. Modelado 3D y construcción en Yeso. Publicado en Tesis para optar al título de artista fotógrafo, Facultad de Artes, Universidad de Chile, Santiago, Chile; Revista Heterogénesis, Lund, Suecia.  Exhibido en Sociedad Titular, Museo de Arte Contemporáneo de la Universidad de Chile, Santiago, Chile.
- 2003-2005-2010: Acoustic Views y Tape Drawings. Proyecto de grabación remota a través de celulares en la ciudad de Santiago para hacer streaming por Internet. Objeto instalativo a partir las grabaciones telefónicas. Publicado a través de Acoustic Views en Shoutcast – Winamp. Exhibido en Reverberancias, Museo Nacional de Bellas Artes, Santiago, Chile; Exposición Colectiva Académicos del Departamento de Artes Visuales de la Universidad de Chile, Sala Isidora Zegers, Santiago, Chile.
- 2004-2008: RadioRuido. Colectivo de creación en arte sonoro. Integrantes: Rainer Krause, Daniel Cruz, Enrique Zamudio, Alejandro Quiroga, Ariel Bustamante, Cristián Sotomayor y Mónica Bate. Publicaciones: RRRevista N.º 1 – N.º 3, compilaciones de experimentación sonora, Santiago, Chile; RR edición de vinilo, Santiago, Chile.
- 2005: Exhibiciones en UNIACC, Santiago, Chile; 7ª Bienal de Video y Nuevos Medios,  Museo de Arte Contemporáneo de la Universidad de Chile, Santiago, Chile; RadioRuido e Invitados, Teatro Universidad de Chile, Santiago, Chile.
- 2006, 2011: Zapping: 30 minutos. Exhibido en Falta de Distancia, Museo Nacional de Bella Artes – Plaza Vespucio,  Santiago, Chile; Tratamiento Ludovico, sala Juan Egenau, Universidad de Chile,  Santiago, Chile
- 2008-2009: Matilde Pérez proyecto FONDART. Asistente de producción para proyecto de intervención en teleféricos del Parque Metropolitano de Santiago, Santiago, Chile.
- 2009: T.A.T. (Talking about Technology). Exhibido en Oscilación, Sala Juan Egenau, Universidad de Chile, Santiago.[4]
- 2009: Feed Me. Módulo mecánico construido a partir de elementos tecnológicos reciclados y brotes de lentejas para instalación colaborativa convocado por colectivo 3M. Exhibido en Modulación, Museo de Arte Contemporáneo de la Universidad de Chile, Santiago, Chile.[5]
- 2010: Joshua Noble: OF + Arduino. Producción Joshua Noble en Chile en colaboración con Duplo, Santiago, Chile.
- 2010-2013: IS3: Ejercicios 1, 2, 2b, 2,c, 3.[6] Ejercicios instalativos y objetuales en donde se reflexiona acerca del cuerpo-máquina. Serie realizada especialmente para el proyecto Continuum. Exhibido en 2009 Sala Punto de Encuentro, Consejo Nacional de la Cultura, Montevideo, Uruguay;  2012 ITP Spring Show, NYU, NY, USA; 2012 MAM Chiloé, Chiloé, Chile; 2012 Continuum, Centro Cultural Estación Mapocho, Santiago, Chile; 2012 Centro Cultural Kavlin, 2012, Punta del Este, Uruguay; 2013 EAC - Espacio de Arte Contemporáneo, Montevideo, Uruguay; 2016 Señales Aleatorias: Retrospectiva de arte sonoro chileno, Parque Cultural de Valparaíso, en Festival de arte sonoroTsonami, Valparaíso; 2018 Artificially Intelligent, Digital Design Weekend, Victoria & Albert Museum, Londres, UK
- 2011 – 2014: Strings:[7][8][9] Instrumento musical instalativo y proyecto de investigación en interactividad e interfaces performáticas musicales. Co-creadores: Luisa Pereira (Uruguay) y Johann  Diedrick (EE. UU.).
- 2012: Malopa. Pista de audio realizada en colaboración con el neurobiólogo Tomás Vega. Incluida en el disco Grandes Éxitos – La Nueva Gráfica Chilena (Lngch), Santiago, Chile.
- 2012: Exhibido en Galería Ventana 244, Brooklyn, NY, EE. UU.; 2012 Proyecto seleccionado para NIME – New Interfaces for Musical Expression, Michigan University, Ann Arbor, MI, EE. UU., 2011 ITP Winter Show, NYU, Nueva York, NY, EE. UU.;  2013 Proyecto seleccionado para Dumbo Art Fesstival, Brooklyn, NY, EE. UU.; 2014 Exhibido en Espacio Fundación Telefónica, Santiago, Chile; 2014 Exhibido en Google AdWords Forum, Half Moon Bay – California, EE. UU.
- 2012-2013: Invisible Exchange: Social Network for Bacteria Enthusiast.[10] Proyecto de red social para la observación y seguimiento de bacterias en billetes. Realizado con la colaboración del Center for Genomics and System Biology, New York, EE. UU. Presentado en ITP Winter Show, New York University, New York, USA; ITP Hackfest, NYU, Premio en categoría ciencia, NYU, New York, USA.
- (2012-2018): The Life of Crystals,[11][12][13] Proyecto de investigación teórica y práctica en cristales piezoeléctricos. Instalación de arte sonoro. Financiamientos asociados: Concurso de Investigación DAV Uchile; DAV Uchile. Exhibido en ITP Spring Show, NYU, Nueva York, NY, EE. UU.;  2013 ITP Thesis Week, NYU, Nueva York, USA;  2014, Festival de arte sonoro Tsonami, Parque Cultural de Valparaíso, Sala Restaurant. Foro de las Artes; 2017, Patio Domeyko, Casa Central, Universidad de Chile, diciembre de 2017, CENTEC, Facultad de Arte Universidad de Chile; enero de 2018, Museo de Arte Contemporáneo, Parque Forestal, Santiago, Chile; 2018 Iglesia de San Ignacio, Santiago, Chile; 2018 Auditorio Campus Juan Gómez Millas, Santiago, Chile; 2018 (noviembre) Seleccionado para ser expuesto en Festival Lumen, Intervención en espacio público, Punta Arenas, Chile.

- 2013 - 2017: Proyecto n.[14] Proyecto del colectivo RadioRuido.2, liderado por el artista Rainer Krause; en donde se plantea la voz humana como fenómeno de umbral.
- 2014 - 2018: Anatomía para el movimiento: Línea 1,[15] Línea 2,[16] Línea 3.[17] Proyecto de creación y estudio de materiales a partir del movimiento orgánico de un filamento reactivo al calor.
- 2014: Exhibido en Galería Temporal [Galería San Antonio], Santiago, Chile.
- 2014: Sounds in six Cities.[18] Colaboración para el proyecto telemático - sonoro de la artista estadounidense Stephanie Simek. Exhibido en Littman Gallery, Portland State University, Portland.
- 2014: Sin Título: Prueba de concepto a partir de intervención espacial capacitiva.[19] Prototipo exhibido en muestra colectiva ORGANIZACIÓN: especulaciones en torno al sonido y al espacio. AriztíaLab, noviembre.
- 2015: Expuesto en Museo de Arte Contemporáneo, Santiago (individual); 2016 Pinacotecta de la Universidad de Concepción; 2017 Sala Puntángeles, Universidad de Playa Ancha, Valparaíso, Chile; 2016 Festival Monteudio, Montevideo, Uruguay.
- 2015: Museo Nacional de Bellas Artes, Bienal de Artes Mediales.
- 2016: +CODE Centro Cultural San Martín, Buenos Aires, Argentina
- 2016 - 2018: Emovere. Colaboración para los artistas Francisca Morand (danza) y Javier Jaimovich (sonido).Proyecto interdisciplinar de investigación y creación que tiene como objetivo crear un modelo interactivo entre sonido y danza, intervenciones visuales y objetos que responden a señales fisiológicas.
- 2016: [P SIC] es una serie de tres cajas de fósforo intervenidas a partir del pie forzado de la curatoría On Fire de Motoko Toda. Pretende crear imaginarios a partir de la combinación de antiguas y nuevas tecnologías, un planteamiento recurrente en mi trabajo; y que da paso a la denominación [P SiC], que alude a la combinación de fósforo y carburo de silicio. Expuesto en Casa Parque Villaseca, Santiago, Chile.
- 2017: Simposio ISEA, Centro Cultural Universitario Rojelio Salmona, Manizales, Colombia.
- 2018: (noviembre) Seleccionado para ser expuesto en Festival Lumen, Punta Arenas, Chile.